# Janusz Piechociński

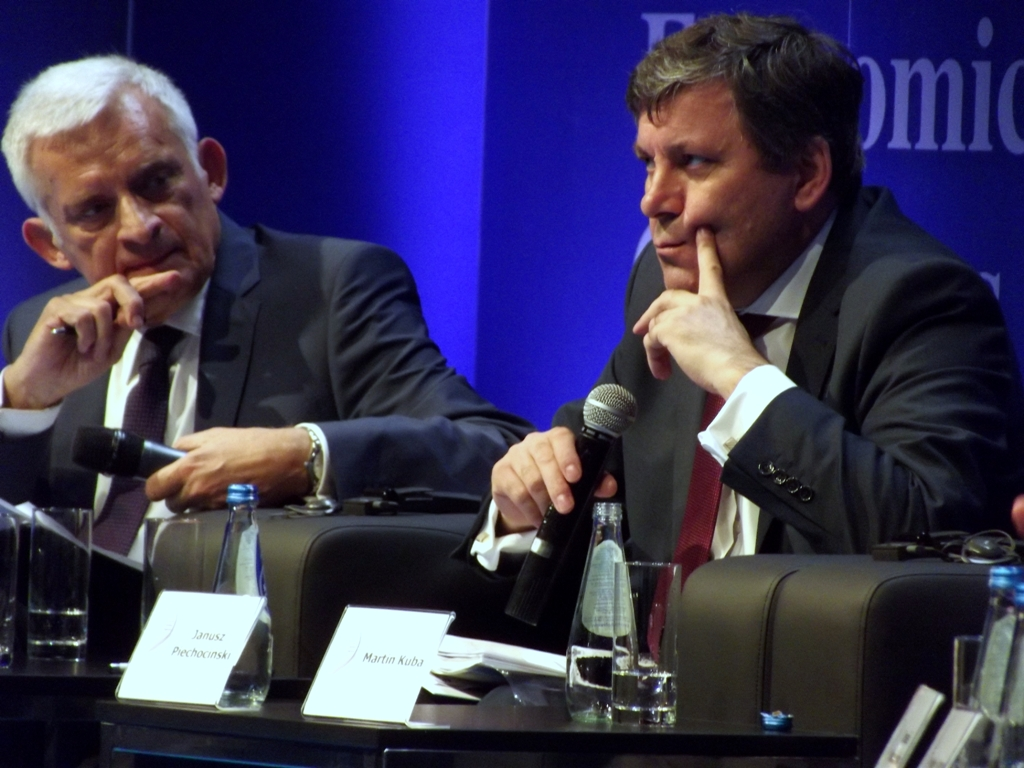
Jerzy Buzek i Janusz Piechociński na Europejskim Kongresie Gospodarczym w 2013

Janusz Piechociński (ur. 15 marca 1960 w Studziankach) – polski polityk, poseł na Sejm I, II, IV, VI i VII kadencji (1991–1997, 2001–2005, 2007–2015). W latach 2012–2015 wiceprezes Rady Ministrów i minister gospodarki, a także prezes PSL.

## Życiorys
W 1987 ukończył studia na Wydziale Handlu Wewnętrznego Szkoły Głównej Planowania i Statystyki. Pracę magisterską napisał pod kierunkiem Janusza Kalińskiego. W latach 1987–1999 pracował jako nauczyciel akademicki w Katedrze Historii Gospodarczej SGPiS (przemianowanej w międzyczasie na SGH). Był działaczem Związku Młodzieży Wiejskiej (od 1985) i przewodniczącym Krajowej Rady Akademickiej przy ZMW (od 1991), zasiadał też w zarządzie ZMW. W 1987 wstąpił do Zjednoczonego Stronnictwa Ludowego. W 1989 był uczestnikiem obrad Okrągłego Stołu. Od stycznia do czerwca 1990 pełnił funkcję skarbnika PSL „Odrodzenie”. Przystąpił do powołanego następnie Polskiego Stronnictwa Ludowego, zasiadając we władzach tej partii.
Sprawował mandat posła na Sejm I, II i IV kadencji z listy Polskiego Stronnictwa Ludowego (1991–1997, 2001–2005). W Sejmie IV kadencji przewodniczył sejmowej Komisji Infrastruktury. W 1997 i 2005 bezskutecznie ubiegał się o reelekcję.
W 1998 został wybrany do sejmiku mazowieckiego I kadencji z ramienia Przymierza Społecznego PSL-UP-KPEiR, gdzie był przewodniczącym Komisji Budżetu i Finansów. Pełnił także funkcję prezesa Wojewódzkiego Funduszu Ochrony Środowiska w Warszawie. W 2002 kandydował na prezydenta Warszawy z ramienia komitetu Centrum Samorządowe „Nasza Stolica”; zajął 9. miejsce na 14 kandydatów (uzyskał 0,48% głosów). W 2004 kandydował na prezesa PSL, przegrywając z Januszem Wojciechowskim.
W 2005, po zakończeniu pracy w parlamencie, został doradcą gospodarczym w firmie monitorującej rynek transportowy. W latach 2005–2008 był wiceprezesem Naczelnego Komitetu Wykonawczego Polskiego Stronnictwa Ludowego. W 2006 ponownie uzyskał mandat radnego sejmiku mazowieckiego.
W wyborach parlamentarnych w 2007 powrócił do Sejmu (VI kadencji) z listy PSL. Startował w okręgu podwarszawskim, uzyskując 13 259 głosów. W Sejmie został wiceprzewodniczącym Komisji Infrastruktury oraz Komisji Innowacyjności i Nowych Technologii. W 2009 bez powodzenia kandydował do Parlamentu Europejskiego. W wyborach do Sejmu w 2011 z powodzeniem ubiegał się o reelekcję, otrzymał 11 638 głosów.
17 listopada 2012 podczas kongresu PSL w Pruszkowie, w trakcie którego na czteroletnią kadencję wybierane były nowe władze partii, w głosowaniu na stanowisko prezesa partii Janusz Piechociński, na którego zagłosowało 547 delegatów, pokonał dotychczasowego lidera Waldemara Pawlaka, który otrzymał 530 głosów. 6 grudnia tego samego roku objął urzędy wicepremiera i ministra gospodarki. 11 grudnia 2012 został powołany przez prezydenta Bronisława Komorowskiego w skład Rady Bezpieczeństwa Narodowego (zasiadał w niej do 2015). 22 września 2014 ponownie objął urzędy wicepremiera i ministra gospodarki w nowo powołanym rządzie Ewy Kopacz.
W wyborach w 2015 bezskutecznie kandydował do Sejmu, uzyskując 8005 głosów. 7 listopada tego samego roku złożył rezygnację z funkcji prezesa PSL (zatwierdzoną przez Radę Naczelną partii). 16 listopada 2015 zakończył urzędowanie na stanowisku wicepremiera i ministra.
W 2016 objął funkcję prezesa Izby Przemysłowo-Handlowej Polska-Azja. W latach 2017–2018 był wiceprezesem zarządu Towarzystwa Ubezpieczeń Wzajemnych Medicum. Objął funkcję prorektora Uczelni Łukaszewski.
Aktywny uczestnik dyskusji na platformie Twitter; określany jako „król Twittera” i „mistrz ciętej riposty”.

## Wyniki w wyborach ogólnopolskich
| Wybory | Komitet wyborczy                 | Komitet wyborczy                               | Organ            | Okręg          | Wynik        |
| ------ | -------------------------------- | ---------------------------------------------- | ---------------- | -------------- | ------------ |
| 1991   |                                  | Polskie Stronnictwo Ludowe – Sojusz Programowy | Sejm I kadencji  | nr 2           | 3557 (1,65%) |
| 1993   |                                  | Polskie Stronnictwo Ludowe                     | Sejm II kadencji | nr 2           | 9949 (3,72%) |
| 1997   | Sejm III kadencji                | Polskie Stronnictwo Ludowe                     | 5086 (1,80%)     | nr 2           |              |
| 2001   | Sejm IV kadencji                 | Polskie Stronnictwo Ludowe                     | nr 20            | 7194 (2,45%)   |              |
| 2005   | Sejm V kadencji                  | Polskie Stronnictwo Ludowe                     | nr 20            | 8206 (2,59%)   |              |
| 2007   | Sejm VI kadencji                 | Polskie Stronnictwo Ludowe                     | nr 20            | 13 259 (2,88%) |              |
| 2009   | Parlament Europejski IX kadencji | Polskie Stronnictwo Ludowe                     | nr 4             | 12 506 (1,51%) |              |
| 2011   | Sejm VII kadencji                | Polskie Stronnictwo Ludowe                     | nr 20            | 11 638 (2,59%) |              |
| 2015   | Sejm VIII kadencji               | Polskie Stronnictwo Ludowe                     | nr 20            | 8005 (1,63%)   |              |

## Odznaczenia
- Złoty Krzyż Zasługi (1999)[24]
- Order Krzyża Ziemi Maryjnej I klasy (Estonia, 2014)[25]

## Życie prywatne
Syn Piotra i Jadwigi. Jest żonaty z Haliną, ma troje dzieci.